# ウンベルト・デ・アレンカール・カステロ・ブランコ
ウンベルト・デ・アレンカール・カステロ・ブランコ（ポルトガル語: Humberto de Alencar Castelo Branco、1897年9月20日 - 1967年7月18日）は、ブラジルの軍人、政治家。

## 生涯
1897年、ブラジルのフォルタレザにてポルトガル系移民の家庭に生まれた。1918年にブラジル軍に入隊し、第二次世界大戦中はヨーロッパでのブラジル派遣軍の大佐として勤務していた。
1961年に副大統領ジョアン・グラール（通称・ジャンゴ）が大統領（任期：1961年-1964年）に昇格したが、農地改革や国有化などの左翼的・急進的民族主義路線を強めようとしたことに対し、1964年にクーデターを決行、政権を握った。
クーデターでの政権奪取後は共産党などの左派勢力によるデモを抑圧しつつ、市場経済への復帰を目指した。外交的には親米政策をとり、外国資本を積極的に導入した。1967年に大統領を辞任、同年に飛行機事故で没した。
軍事独裁政権下の1984年より発行されていた旧5000クルゼイロ紙幣に、肖像が使用されていた。

## ブランコ体制
ジョアン・グラールの政策とは真逆に、彼は外資の積極誘致や国営企業の民営化、米国からの援助や先進国からの借款で経済発展に尽力。多党制を否定し議員の任務を取り消して間接選挙を実施する権限を与えた。経済は10～12%と高い水準で急成長したものの、大都市から地方まで治安部隊を張り巡らす強権的な治安対策への批判や、テロ組織によるテロ、経済成長に並行してインフレが進んだ事による通貨の不安定化を齎した。
この高い経済成長は、コスタ・エ・シルヴァ（ポルトガル語版）によって引き継がれ、のち「ブラジル経済の奇跡」と呼ばれる経済発展の土台を築いた。